# Vito Domenico Palumbo
Vito Domenico Palumbo (Calimera, 22 aprile 1854 – Calimera, 2 marzo 1918) è stato un poeta e grecista italiano.

## Biografia
Poeta e studioso della lingua grica, nonché della storia e delle tradizioni popolari della Grecìa salentina, a lui si deve la più ampia raccolta di poesie, canti e filastrocche in grico. Tali testi sono stati in parte pubblicati, altri sono conservati come manoscritti inediti. Oltre che umanista, fu uomo politicamente e socialmente impegnato nel contesto delle prime lotte contadine della sua terra.
La sua formazione non fu sistematica e in buona parte fu da autodidatta. Studiò, oltre che latino e greco, anche il francese, il greco moderno, l'inglese e il tedesco. Forte delle sue conoscenze linguistiche, si dedicò a studi glottologici e dialettologici stabilendo importanti rapporti sia con studiosi italiani che greci. Ruggiero Bonghi gli fece avere una borsa di studio che gli permise di soggiornare in Grecia. Fu per alcuni anni insegnante nei ginnasi e direttore del Collegio Capece di Maglie. Collaborò a riviste quali Museum, Parnassòs, Athenà, Philologus, Allgemeine Zeitung, Apulia, L'Illustrazione Italiana.
Scrisse nel 1906 una versione grica della Marsigliese dal titolo La Marsigliese di Calimera.

## Opere principali
- Traduzioni dal greco moderno, Lipsia, W. Gerhard, 1881
- Stella / Homo, Roma, G. B. Paravia e C., 1884
- Trois conseils du Roi Salomon: conte populaire gréco-salentin, texte calimérais avec traduction et notes, Louvain, Imprimerie de Charles Peeters, 1884
- Saggio di un commento dei canti greco-salentini, Martina Franca, Apulia, 1910
- L' Europa delinquente: questione orientale, Lecce, Tip. del Popolo, 1912
- Io' mia forà... Fiabe e racconti della Grecìa Salentina, dai quaderni (1883-1912) di Vito Domenico Palumbo (2 voll. a cura di Salvatore Tommasi), Ghetonìa, Calimera, 1998
- Itela na su po'... Canti popolari della Grecìa Salentina, da un quaderno (1882-1895) di Vito Domenico Palumbo (a cura di Salvatore Sicuro), Ghetonìa, Calimera, 1999
- Iu' lei o lo, Proverbi e sentenze dai quaderni di Vito Domenico Palumbo (a cura di Francesca Licci), Ghetonìa, Calimera, 2015

Le tre opere (in quattro volumi) costituiscono il più rilevante e corposo monumento alla letteratura popolare di una Minoranza Linguistica in Italia. Presso Ghetonìa a Calimera, "Casa-museo della Civiltà Contadina e della Cultura Grika", sono disponibili i volumi e il cofanetto che li contiene.